# Bill Lienhard
William Barner "Bill" Lienhard, född 14 januari 1930 i Slaton i Texas, död 8 februari 2022 i Lawrence i Kansas var en amerikansk basketspelare.
Lienhard blev olympisk mästare i basket vid sommarspelen 1952 i Helsingfors.